# Francesco da Barberino
Francesco de Barberino (Barberino Valle de Elsa, 1264 - Florencia, 1348)  fue un notario y poeta italiano. Su obra más conocida, "I Documenti d'Amore", constituye un singular compendio en el que se efectúa una repaso del saber literario y científico de la época, con abundantes referencias terminológicas.

## Biografía
Barberino nació en el valle de Elsa en 1264, tuvo que exiliarse de Florencia en 1304 por pertenecer al bando gibelino. Viajó por el norte de Italia y por Francia, ofreciendo sus servicios notariales a eminentes personalidades, como a los reyes de Francia Felipe IV y Luis X en Navarra. En 1314-15 retornó definitivamente a Florencia, donde llevó una vida tranquilla dedicada a su notaría y a su familia. La tradición señala a Francesco de Barberino como uno de los principales protagonistas del discutido movimiento iniciático de los "Fedeli d'amore" (Fieles de amor), en el que al parecer tomaron parte entre otros literatos de la época Dante Alighieri y Cecco d'Ascoli.
En el 1327 fue uno de los seis jueces que condenó a la hoguera al poeta y científico Cecco d'Ascoli. Murió en 1348, posiblemente víctima de la epidemia de peste de aquel año.

## Obra literaria

### "Documenti d'Amore"

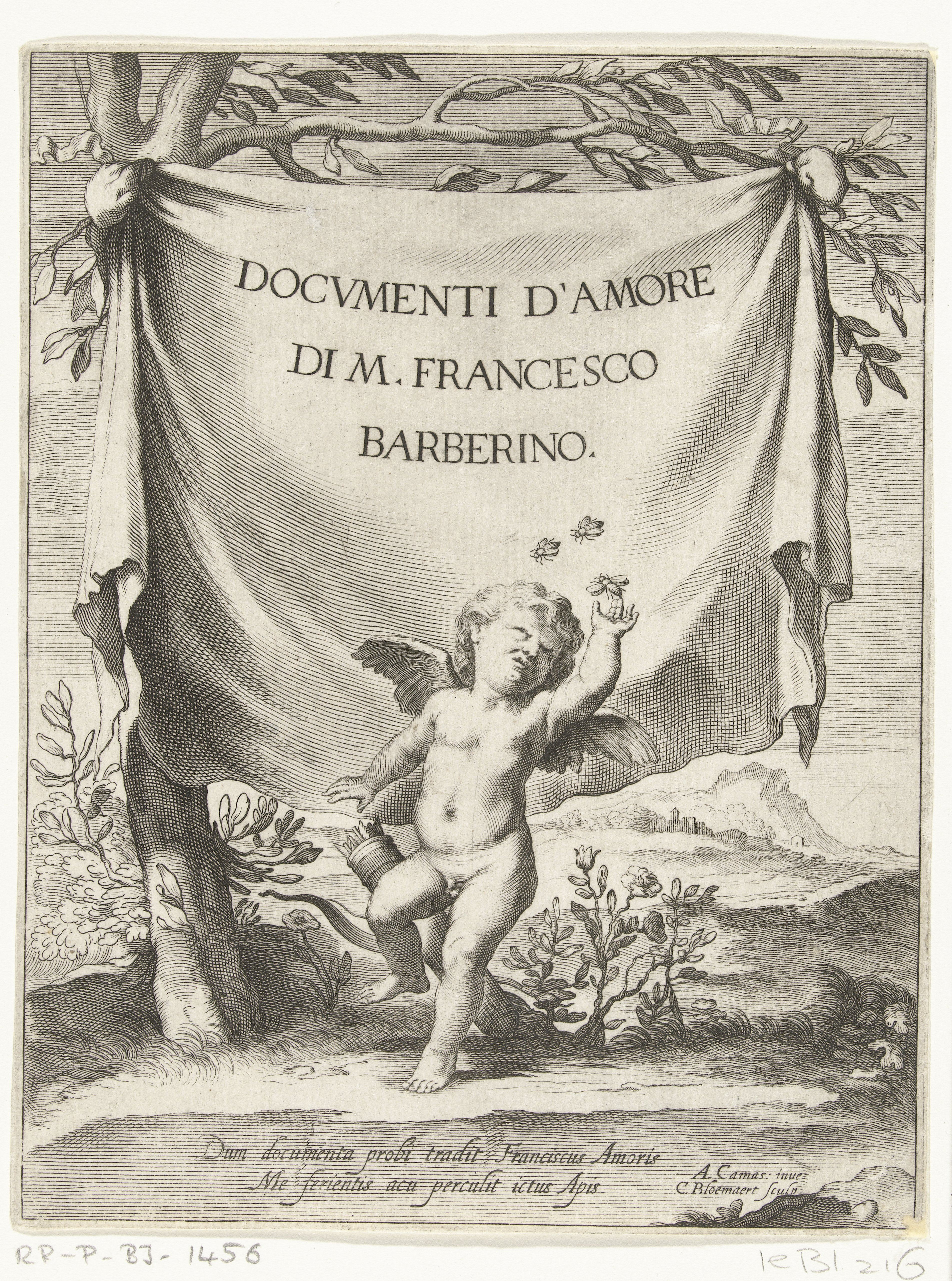
Documenti d'amore, Roma, 1640

Es particularmente conocido por su obra "I Documenti d'Amore" (Los Documentos de Amor), compuesta probablemente entre el 1309 y el 1313, que representa uno de los más extraordinarios testimonios artísticos y enciclopédicos del duecento y del trecento italiano. En particular, la obra está subdividida siguiendo tres distintos niveles de uso. El primer nivel está constituido por los versos en lengua vulgar (7024 versos). En el segundo nivel está representada la paráfrasis latina de los versos vulgares. El tercer nivel está constituido por el comentario en latín (glosas) a los versos vulgares. Esta tercera parte puede ser leída como un texto en sí mismo, dado que comenta los versos vulgares, pero además inserta largas disquisiciones sobre el saber (tanto científico como literario), diserta sobre las costumbres de su época, e incluye retratos de los personajes del mundo de la política y de las letras. Constituye uno de los primeros testimonios acerca de la Divina Comedìa (aunque se refiere solo al Infierno y probablemente al Purgatorio). La obra cuenta con 27 miniaturas que ilustran e integran los contenidos. Aunque con algunos errores de impresión, se conserva un original autógrafo con miniaturas (Biblioteca Vaticana, Barb. Lat. 4076), y un segundo ejemplar sin el comentario latino y con dibujos en vez de miniaturas (Bibl. Vat., Barb. Lat. 4077).

#### Terminología náutica
En las partes séptima y novena de los Documenti aparece recopilada una terminología náutica muy rica, con más de setanta términos. En algunos casos, las referencias de Barberino facilitan información adicional sobre el tema. Por ejemplo, en el caso de la vela denominada “lupo” indica que era de color negro.

### "Reggimento e costumi di donna"
Compuesta entre 1318 y 1320, esta obra es un tratado médico sobre el cuidado maternal de los hijos, con el fin de evitarles malformaciones físicas y problemas de carácter, encuadrado en el modelo de los ensenhamens provenzales.

## Ediciones
- Francesco da Barberino (2008).  Marco Albertazzi//La Finestra editrice, ed. I Documenti d'Amore ( I-II Lavis) (2 (2011) edición). ISBN 978-88-95925-05-9.
- Francesco da Barberino (1995).  Giuseppe Sansone//Zauli, ed. Reggimento e costumi di donna. Roma.

## Otros proyectos
- Datos: Q3750843
- Multimedia: Francesco da Barberino / Q3750843